# 休憩所 (道路施設)
道路交通における休憩所（きゅうけいしょ）は、英語圏では「レストエリア」(Rest area)、中華圏では服務区(服务区)と言われ、日本では高速道路はサービスエリア・パーキングエリア、一般道は道の駅などと言われるものを指す。

## 概要

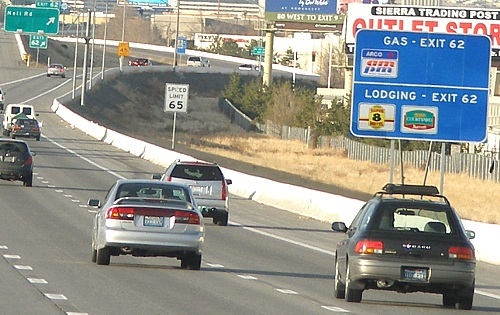
アメリカで休憩施設の代わりに道路外の商業施設を案内する標識

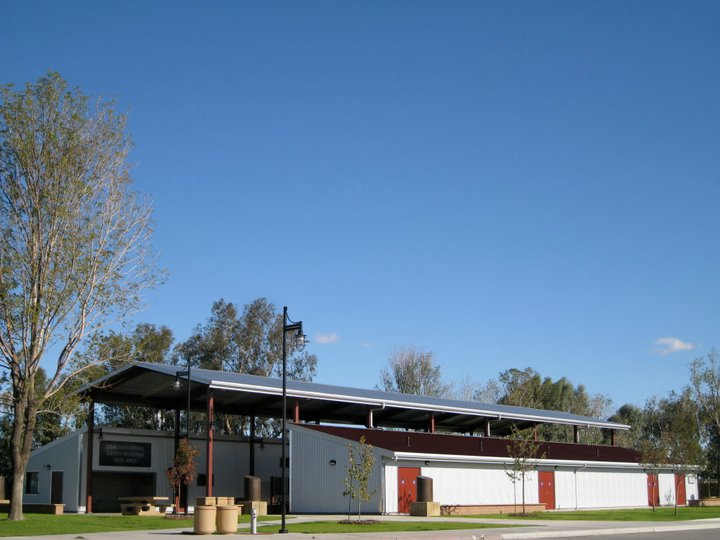
アメリカでも諸外国のように道路上に休憩所がおかれる例もある。
(州間高速道路5号線の休憩所)

道路の休憩施設は道路網の発達と自動車による長距離移動の一般化により登場した。長距離の自動車運転をするドライバー（運転手）にとって必要なものであるため、幹線道路や高速道路にその多くは設置されている。イタリアや韓国の高速道路など途中で道路外での休憩が困難な有料道路に設置されるケースが目立つが、アメリカの無料フリーウェイやドイツのアウトバーン、日本の一般道の道の駅など無料道路への設置例も少なくない。

### 各国の事例

#### アメリカ
アメリカ合衆国の高速道路フリーウェイの場合、多くが無料であることもあって、道路上の休憩所はあまり多くない。無料区間では休憩所の代わりにインターチェンジに付近の商業施設を示す案内があり、ガソリンスタンドやショッピングモールを道路上の休憩所の代わりとして使うケースが見られる。また、アメリカでも比較的少ない有料道路上の休憩施設や、日本の道の駅のように無料道路上に休憩所がおかれる場合もある。その場合、州政府の運輸部局により運営されることが多いため駐車場とトイレおよび情報提供案内などシンプルな設備にまとめられている。特にカリフォルニア州では特定の民間業者が道路休憩施設における営業を独占することが妥当でないとの考えから、州法で民間企業による商業展開を禁止している。なお、2003年にジョージ・W・ブッシュ大統領により高速道路休憩所への民間企業の参入が検討されたが、業界団体などの反対により頓挫した。

#### 韓国
韓国ではそのまま休憩所(휴게소)と言われている。韓国の高速道路である高速国道は有料であり、休憩所の数も非常に多い。2000年代までは画一的なデザインのものが多かったが、2010年代以降はトイレのリニューアルを行うなど、設備更新が行われている。

#### 台湾

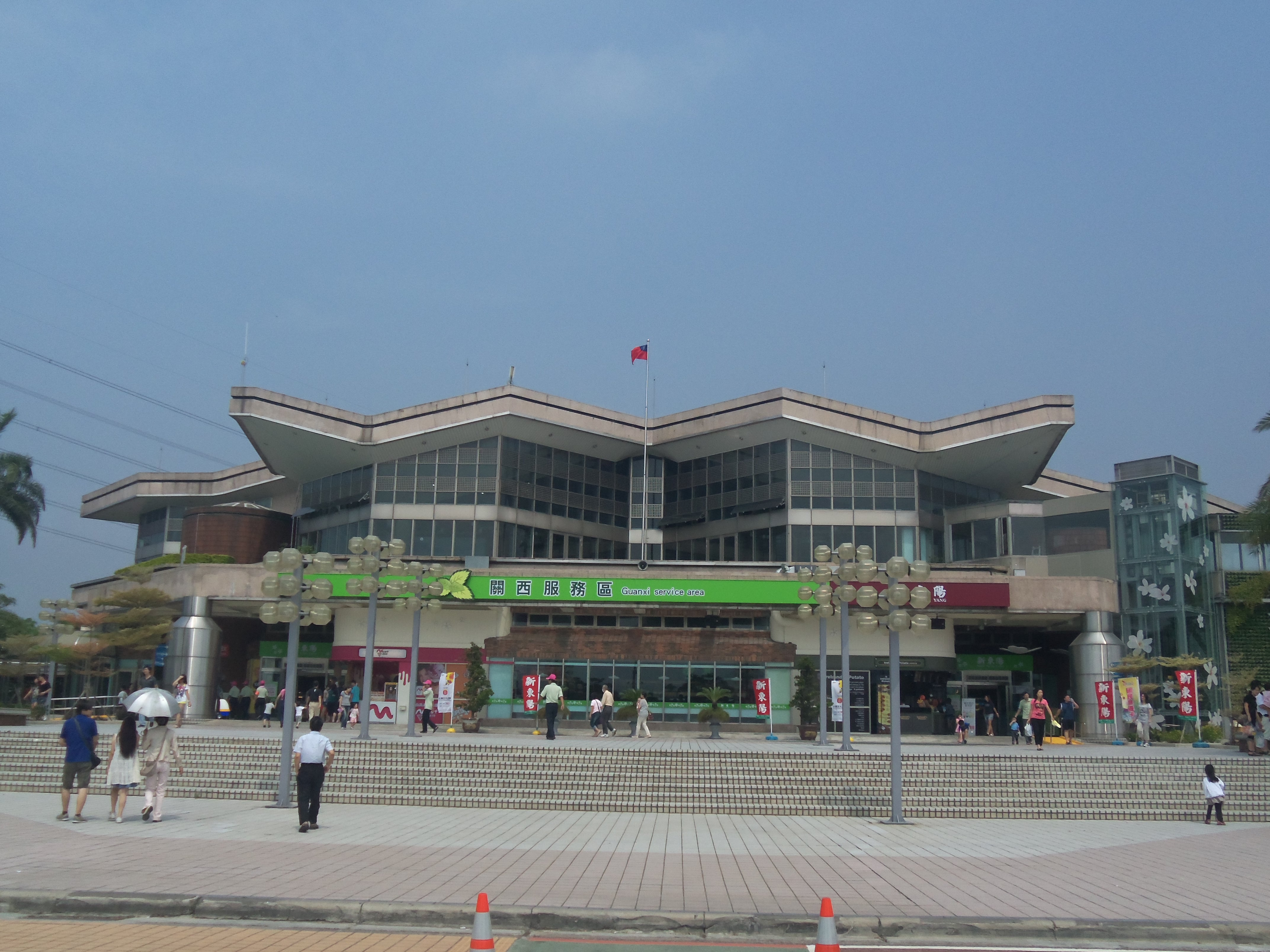
関西服務区

高速道路の多くが有料であるが、休憩所(服務區)の設置はまばらであり、設備もコンパクトである。一方、フォルモサ高速公路の関西服務区のように大規模な休憩所も設けられている。

#### ドイツ
ドイツのアウトバーンは無料区間がほとんどであるため高速道路が有料の国と比べて休憩所は少ないものの、60km毎には設置されている。
アメリカや日本のような商業的な機能はほとんどなく、もっぱら道路上での休憩を目的としていることが特徴である。そのため地域の土産品などが置かれることもない。休憩に必要な売店やガソリンスタンドが設けられており、大規模な場合、簡易宿泊所がある。道路施設にもかかわらず、売店でアルコール飲料が販売されているのも特徴である。

#### イタリア
上下分離により高速道路アウトストラーダを管理する企業「アウトストラーデ・イタリア」により運営される。ドイツとは異なり土産品などの品目が多く販売されている。イタリアの高速道路は有料区間が多く、運営企業も民間であるために商業施設的な色彩が強い。休憩所建物の歩行者出入口が一方通行になっているという特徴がある。